# Jardins d'Eau
Los Jardines de Agua (en francés: Jardins d'Eau) es un jardín botánico especializado en plantas acuáticas, de 3 hectáreas de extensión, que se encuentra en Carsac-Aillac, Francia.
El jardín está clasificado desde el 2009, por el Comité de Parques y Jardines del Ministerio de Cultura de Francia como Jardin Remarquable.

## Localización
Se ubica en un margen junto al río Dordogne.
Jardins d'Eau, Saint Rome, código postal 24200 Carsac-Aillac, département de Dordogne, Aquitaine, France-Francia.
Está abierto de mayo a octubre. Se cobra una tarifa de  entrada. 

## Historia
Viveros de producción de especies vegetales acuáticas y de humedales, así como  diseño paisajista de espacios con entornos acuáticos.
Se ubican en una antigua finca del siglo XVI junto al río Dordogne.
Jardín totalmente creado de nuevo en 1999 en un prado. 
En los trabajos de creación se descubrió que el lugar llamado "Saint Rome" era un sitio galo-romano con una conducción galo romana que traía el agua de una fuente a un pocos kilómetros del sitio.

## Colecciones
Albergan  las siguientes colecciones :
- Colección de 16 especies de lotos (Nelumbo y Nymphaea), además de Victoria cruziana.
- Plantas acuáticas en las que se incluyen Caltha, Glyceria, Pontederia, y Sagittaria,
- Plantas de márgenes acuáticos como Cyperus papyrus, Gunnera manicata, Hosta, Iris, y Lobelia.
- Vivero, con arbustos y plantas herbáceas de jardín, Alchemilla mollis, Fuschias, Helliantemum, Coreopsis, Lobelia, Rhododendron, Keria, Osmanthus, Choiszia, Rodgersia, Gunnera manicata,
- Entre los árboles notables son dignos de mención, Gingko biloba, Acer palmatum, Liquidambar, Robinia, Acer wieri var. lasignata, Cedrus deodara, Acer osakasuki, Fagus sylvatica púrpura, Acer saccharum,  Eucaliptus, Parotia